# 제77회 베네치아 국제 영화제
제77회 베네치아 국제 영화제는 2020년 9월 2일에 열린 시상식이다. 코로나19 범유행으로 인해 "좀 더 절제된 형식"으로 2020년 9월 2일부터 12일까지 개최되었다.
호주 여배우 케이트 블란쳇이 본 대회 심사위원장을 맡았다. 개막작으로는 다니엘레 루케티 감독의 <타이즈>(Ties)가 영화제 개막 11년 만에 처음으로 이탈리아 영화를 개봉했다.
황금사자상은 클로이 자오 감독의 노매드랜드(Nomadland)에게 돌아갔다. 심사위원대상은 미셸 프랑코(Michel Franco)의 <뉴 오더 (영화)>(New Order)에 돌아갔다. 남우주연상 볼피컵은 파드레노스트로(Padrenostro)의 피에르프란체스코 파비노(Pierfrancesco Favino)가 수상했으며, 여우주연상 볼피컵(Volpi Cup)은 그녀의 조각들의 버네사 커비(Vanessa Kirby)가 수상했다. 은사자상은 영화 '스파이의 아내'의 구로사와 기요시에게 돌아갔다.

## 수상 및 후보

### 황금사자상
- 노마드랜드 - 클로이 자오 수상

### 은사자상-감독상
- 스파이의 아내 - 구로사와 기요시 수상

### 은사자상-심사위원대상
- 뉴 오더 - 미셸 프랑코 수상

### 볼피컵 여우주연상
- 피시즈 오브 어 우먼 - 바네사 커비 수상

### 볼피컵 남우주연상
- 파드레노스트로 - 피에르프란체스코 파비노 수상

### 심사위원 특별상
- 디어 캄래드! - 안드레이 콘찰로프스키 수상

### 평생공로상
- 허안화 수상
- 틸다 스윈튼 수상

### 각본상
- 더 디사이플 - 차이타니아 탐하네 수상

### 마르첼로 마스트로얀니 상-신인배우상
- 선 칠드런 - Rouhollah Zamani 수상

### 미래의 사자상
- 리슨 - 아나 로샤 수상

### 오리종티 상-작품상
- 더 웨이스트랜드 - 아마드 바라미 수상

### 오리종티 상-작품상(단편)
- 엔트레 투 이 밀라그로스 - 마리아나 사폰 수상

### 오리종티 상-심사위원특별상
- 리슨 - 아나 로샤 수상

### 오리종티 상-감독상
- 지너스 팬 - 라브 디아스 수상

### 오리종티 상-각본상
- 아이 프레다토리 - 피에트로 카스텔리토 수상

### 오리종티 상-특별 여자 연기자상
- 잔카 콘택트 - Khansa Batma 수상

### 오리종티 상-특별 남자 연기자상
- 더 맨 후 솔드 히스 스킨 - Yahya Mahayni 수상

### 오리종티 상-유럽단편상
- 더 쉬프트 - 로라 카레 수상

### 베스트 VR 상
- THE HANGMAN AT HOME - Michelle Kranot 외 1명 수상

### 베스트 VR 스토리상
- KILLING A SUPERSTAR - Fan Fan 수상

### 베스트 VR 익스피리언스상
- FINDING PANDORA X - Kiira Benzing 수상

### 경쟁부문
- 인 비트윈 다잉 - 힐랄 베이다로브
- 레 소켈레 마칼루소 - 엠마 단테
- 더 월드 투 컴 - 모나 파스트볼드
- 뉴 오더 - 미셸 프랑코
- 러버스 - 니콜 가르시아
- 라일라 인 하이파 - 아모스 기타이
- 앤드 투모로우 디 엔타이어 월드 - 줄리아 폰 하인츠
- 디어 캄래드! - 안드레이 콘찰로프스키
- 스파이의 아내 - 구로사와 기요시
- 선 칠드런 - 마지드 마지디
- 피시즈 오브 어 우먼 - 코르넬 문드럭초
- 미스 마르크스 - 수잔나 니키아렐리
- 파드레노스트로 - 클라우디오 노스
- 노투르노 - 잔프란코 로시
- 네버 고나 스노우 어게인 - 마우고시카 슈모프스카 외 1명
- 더 디사이플 - 차이타니아 탐하네
- 쿠오 바디스, 아이다? - 야스밀라 즈바니치
- 노마드랜드 - 클로이 자오

### 비경쟁부문
- 만디블루스 - 미스터 와조
- 러브 애프터 러브 - 허안화
- 더 타이즈 - 다니엘레 루체티
- 아산디라 - 살바토레 메레우
- 더 듀크 - 로저 미첼
- 유 케임 백 - 스테파노 모디니
- 낙원의 밤 - 박훈정
- 모스키토 스테이트 - 필립 잔 림스자
- 스포틴' 라이프 - 아벨 페라라
- 크레이지, 낫 인세인 - 알렉스 기브니
- 그레타 - 나탄 그로스만
- 살바토레- 슈메이커 오브 드림스 - 루카 구아다니노
- 파이널 어카운트 - 루크 홀랜드
- 더 트루스 어바웃 라 돌체 비타 - 쥬세페 페데르솔리
- 몰레콜레 - 안드리아 세그레
- 나르시소 엠 페리아스 - 레나토 테라 외 1명
- 파올로 콘테, 비아 콘 메 - 조르지오 베르델리
- 호퍼/웰스 - 오손 웰즈
- 시티 홀 - 프레더릭 와이즈먼
- 원 나이트 인 마이애미 - 레지나 킹
- 런 하이드 파이트 - 카일 랜킨

### 오리종티 경쟁부문
- 더 써드 워 - 조반니 알로이
- 마일스톤 - 이반 아이르
- 더 웨이스트랜드 - 아마드 바라미
- 더 맨 후 솔드 히스 스킨 - 카우타르 벤 하니야
- 아이 프레다토리 - 피에트로 카스텔리토
- 메인스트림 - 지아 코폴라
- 지너스 팬 - 라브 디아스
- 잔카 콘택트 - 이스마엘 엘 이라키
- 나이트 오브 킹스 - 필립 라코테
- 더 퍼니스 - 로드릭 맥케이
- 케어리스 크라임 - 샤흐람 모크리
- 아폴로 - 타르잔 나세르 외 1명
- 애플 - 크리스토스 니코우
- 트래직 정글 - 유레네 올라이졸라
- 구에라 에 파체 - 마르티나 파렌티 외 1명
- 노웨어 스페셜 - 우베르토 파솔리니
- 리슨 - 아나 로샤
- 더 베스트 이즈 옛 투 컴 - 왕정
- 옐로우 캣 - 아딜칸 에르자노프

### 오리종티 단편 경쟁부문
- 더 나이트 트레인 - 제리 카를손
- 더 쉬프트 - 로라 카레
- 워크숍 - 주다 피니건
- 소그니 올 캄포 - 마그다 구이디 외 1명
- 왓 프로바블리 우드 해브 해픈드, 이프 아이 해든트 스테이드 앳 홈 - 윌리 한스
- 더 게임 - 로만 호델
- 플레이스 - 비타우타스 카트쿠스
- 아니타 - 수시마 카데파운-파마
- 언더 헐 스킨 - 메리엠 메스라우아
- 엔트레 투 이 밀라그로스 - 마리아나 사폰
- 빙 마이 맘 - 자스민 트린카
- 라이브 인 클라우드 쿠쿠 랜드 - 부 민 응이어 외 1명오리종티 단편 비경쟁부문
- 시 - 루카 페리
- 더 리턴 오브 트래지디 - 베르트랑 만디코

### 비엔날레 컬리지 시네마
- 더 아트 오브 리턴 - 페드로 콜란테스
- 뻑킹 위드 노바디 - 한나리나 하우루

### 특별 상영
- 30 MONEDAS - EPISODE 1 - 알렉스 드 라 이글레시아
- 프린세스 유럽 - 카밀 로토
- 오멜리아 콘타디나 - 알리체 로르와커

### VR 경쟁
- HERE - Lysander Ashton
- TERRAIN - Lily Baldwin 외 2명
- FINDING PANDORA X - Kiira Benzing
- A TASTE OF HUNGER - Christoffer Boe 외 1명
- HUSH - Vibeke Bryld
- GOODBYE MR. OCTOPUS - Amaury Campion
- OM DEVI: SHEROES REVOLUTION - Claudio Casale
- AFRICAN SPACE MAKERS - The Nrb Bus Collective
- Baba Yaga - Eric Darnell 외 1명
- KILLING A SUPERSTAR - Fan Fan
- GNOMES AND GOBLINS - Jake Rowell
- AGENCE - Pietro Gagliano
- IN THE LAND OF THE FLABBY SCHNOOK - Francis Gelinas
- DREAMIN - Fabienne Giezendanner
- REPLACEMENTS - Jonathan Hagard
- PAPER BIRDS - German Heller
- Great Hoax: The Moon Landing - John Hsu 외 1명
- Beat - Keisuke Itoh
- La Comedie virtuelle - Gilles Jobin
- THE HANGMAN AT HOME - Michelle Kranot 외 1명
- Once Upon a Sea - Adi Lavy
- THE METAMOVIE PRESENTS: ALIEN RESCUE - Jason Moore
- 4 FEET HIGH - Maria Belen Poncio 외 1명
- Ajax All Powerful - Ethan Shaftel
- Minimum Mass - Raqi Syed 외 1명
- We Live Here - Rose Troche
- Man under Bridge - Hanna Vastinsalo
- Recoding Entropia - Francois Vautier
- Kinshasa Now - Marc-Henri Wajnberg
- One more minute - Daming Wan
- Mirror: The Signal - Pierre Zandrowicz

### VR 비경쟁
- Sound Self: A Technodelic - Robin Arnott
- Down The Rabbit Hole - Ryan Bednar 외 2명
- 1st Step - From Earth to the Moon - Joerg Courtial 외 1명
- The Room VR: A Dark Matter - Mark Hamilton
- HOME - 쉬쯔얀
- Blind Spot - Hu Zhangyang
- The Book of Distance - 랜달 오키타
- Double - David Rosenberg 외 1명
- Gravidade VR - Fabito Rychter 외 1명
- MEET MORTAZA VR - Josephine Derobe
- Vajont - Iolanda Di Bonaventura
- Il dubbio. Episodio 1 - Matteo Lonardi
- Queerskins: Ark - Illya Szilak 외 1명